# Сан Лоренцо (Кунео)
Сан Лоренцо је насеље у Италији у округу Кунео, региону Пијемонт.
Према процени из 2011. у насељу је живело 882 становника. Насеље се налази на надморској висини од 1096 м.